# نتروكسولين
نتروكسولين (بالإنجليزية: Nitroxoline)‏ هو دواء يُستعمل في علاج:
- عدوى الجهاز البولي (منذ 31 ديسمبر 1961)[10]

## دوره
يلعب هذا الدواء دورًا في علاج الأمراض كونه:
- مضاد فطري